# つくし飴
つくし飴（つくしあめ）は、その名の通りつくし（土筆）を主原料とする飴で、花粉症に効果があると謳う商品であるが、効能が公的に認められているわけではない。

## 概要
1998年春に日本大学理学博士・島方洸一教授（前日本大学文理学部・学部長）が趣味の山菜取りで訪ねた山でつくしを摘み取って持ち帰り、炒めて食べてみたところ、花粉症の症状が止まったという経験がその発端。友人にも勧めたところ、一部で症状の改善が見られたという。
2000年、島方教授が同大学薬学部の藤本康雄・自然科学研究所教授（薬学博士）に依頼し、分離・精製を試みて各成分についての抗アレルギー活性を調べた結果、つくしには不飽和脂肪酸類・フラボノイド類・コハク酸・オニチンなど高活性の含有成分が特定された。これらには、多くの抗アレルギー成分が分離されていることが明らかになっており、花粉症の原因物質であるロイトコリエンやヒスタミンの遊離を抑制するとされている。
前出のNUBICは、これらつくしの抗アレルギー効果に着目し、セイアのグループ企業である漢方薬を中心とする医薬品メーカー、池田薬草（徳島県三好市池田町）に日本大学との共同開発を打診。これを受けて池田薬草はつくし飴を開発し、3年間のモニター調査などを経て2006年春、「季節対策 つくし飴」として市場投入され、2万箱が1箇月で完売した。当初は通販のみであったが、2008年からはドラッグストアでも販売されるようになった。つくし飴は現在、株式会社ミコーが製造・販売している。

### つくしチョコ
池田薬草は2006年10月までに、つくし飴の製造・販売権を桜（徳島県三好市池田町）へ譲渡しているが、桜は、2007年には新たにチョコレート・バージョンの「つくしチョコ」を考案している。その試作品を調剤薬局で試食してもらうなど、商品化に向けたアンケート調査を実施した結果、評判が良かったことから2009年の販売を目指し、東京経済大学の学生らと共同開発を進めた。学生が考案したパッケージにより完成した商品は、2009年1月から東急ハンズや秋葉原などで期間限定商品として販売された。